# ステファン・ネレゾフ
ステファン・ネレゾフ（Стефан Нерезов；1867年11月12日 - 1925年4月16日）は、ブルガリアの軍人。歩兵大将。
セヴリエヴォ（ガブロヴォ州）出身。1885年のセルビア・ブルガリア戦争時、教員軍団の義勇兵として従軍。1888年、ソフィアの軍事学校を卒業し、第4砲兵連隊に配属。1896年、トゥリンの軍事アカデミーを卒業。1897年から陸軍参謀部附属の委任将校。1903年～1904年、フェルディナントの侍従となる。1905年から第1歩兵ソフィア連隊義勇隊長、その後、宮廷警備司令、第8歩兵沿海連隊長。
1909年から陸軍参謀部作戦課長となり、1912年～1913年の第一次バルカン戦争時の作戦計画を立案。1913年の第二次バルカン戦争時、病気となったイヴァン・フィチェフ将軍に代わり、軍参謀総長を代行。
ブルガリアの第一次世界大戦参戦後、1915年9月、第9歩兵プレヴェン師団長に任命され、マケドニア及びテッサロニキ戦線で功績を上げ、第9師団はブルガリア軍最良の師団と称された。1916年12月からドブルジン戦線の第3軍司令官。1917年7月、サヴァ・サヴォフ将軍と代わり、モラフ軍管区司令官に任命。1918年7月から終戦まで第1独立軍司令官となり、ヴァルダロ・ドイラン（テッサロニキ）戦線で行動した。
戦後、1919年に第1管区司令官となり、1920年～1921年、ブルガリア軍参謀総長。ソフィアの広場に共産主義者が仕掛けた爆弾により暗殺。